# Clear Linux
Clear Linux OS è un sistema operativo basato su Linux e sviluppato da Intel allo scopo di ottimizzare prestazioni e sicurezza per i microprocessori Intel e AMD.

## Descrizione
È stato presentato nel 2015 durante l'OpenStack Summit a Vancouver come un sistema operativo concepito per il cloud computing, quindi destinato principalmente a sviluppatori e professionisti del settore informatico

È un sistema stateless, perciò i dati dell’utente e quelli di sistema sono separati in modo netto, semplificando le operazioni d’installazione, configurazione e aggiornamento dei dati.